# Grue blanche (art martial)
 (mars 2010).
Si vous disposez d'ouvrages ou d'articles de référence ou si vous connaissez des sites web de qualité traitant du thème abordé ici, merci de compléter l'article en donnant les références utiles à sa vérifiabilité et en les liant à la section « Notes et références ».
Le baihe quan (chinois simplifié : 白鹤拳 ; chinois traditionnel : 白鶴拳 ; pinyin : báihè quán ; litt. « Boxe de la grue blanche ») est un art martial chinois traditionnel, dont les techniques sont inspirées par les mouvements de la grue de Mandchourie (et du héron).

## Histoire
Le baihe quan serait un style du Sud de la Chine (nanquan), originaire de la province du Fujian, créé au XVIIe siècle par Fang Qiniang. Selon certaines traditions, il proviendrait de la région de Yongchun, et serait à l'origine du Wing Chun, principalement répandu dans la province du Guangdong, et du Karaté, crée sur les proches îles du Royaume de Ryūkyū, pour se protéger des envahisseurs japonais.
Le style de la grue est principalement considéré comme étant un art martial débutant, souvent utilisé chez les enfants.

## Techniques
Les mains frappent en imitant le bec de la grue. La colonne vertébrale déclenche le mouvement. Les techniques des pieds sont peu nombreuses.
La forme utilise diverses parties (coudes, doigts, jambes, paumes, poings) et des armes, dans des mouvements (coordonnés, flexibles, forts), d'auto-défense. L'attaque de l'adversaire est évitée, pour le brouiller et qu'il s'ouvre aux coups destructifs. La forme est de courte portée comprenant des vide-main, et évolue dans les combats.

### Variantes
Il y a cinq formes de boxes de la grue[réf. nécessaire].
- Vole/s'envole (en chinois Fei) : défense.
- Dans son nid (en chinois Zhu) : position et déplacement, dans un lieu restreint.
- Se nourrit/s'alimente (en chinois Shi) : attaque.
- Chante (en chinois Ming) : interne/qi gong.
- Synthèse (en chinois Zong) : synthèse des quatre autres.

Le style de la grue blanche s'apparente au style du coq pratiqué dans le Mansuria Kung Fu.